# Geneo Grissom
(en) Statistiques sur pro-football-reference
Geneo Grissom, né le 4 juin 1992, est un joueur américain de football américain. Il joue actuellement avec les Patriots de la Nouvelle-Angleterre.

## Biographie
Il débute en 2010 comme joueur de ligne défensif aux Sooners de l'Oklahoma. Le 1er mai 2015, il est sélectionné au troisième tour par les Patriots de la Nouvelle-Angleterre dans le draft 2015 de la NFL.

## Palmarès
- Patriots de la Nouvelle-Angleterre (2015–présent), vainqueur du Super Bowl LI